# Dario Jerkić
Dario Jerkić (* 22. Oktober 1975) ist ein kroatischer Basketballtrainer.

## Laufbahn
Der aus Čapljina stammende Jerkić ging Ende der 1990er Jahre nach Deutschland. Er spielte dann Basketball in Ulm und beim deutschen Zweitligaverein SV Oberelchingen.
Von 2004 bis 2010 war Jerkić Cheftrainer der Weißenhorner Mannschaft, die unter wechselnden Namen antrat. Er führte Weißenhorn 2006 zum Aufstieg in die Regionalliga und 2009 zum Aufstieg in die 2. Bundesliga ProB. Ab 2013 trainierte er die Mannschaft des SV Oberelchingen (später in ScanPlus Baskets Elchingen umbenannt), die unter seiner Leitung 2014 in die Regionalliga und 2015 in die 2. Bundesliga ProB aufstieg. Als Liganeuling erreichte Jerkić in der Saison 2015/16 in der ProB das Viertelfinale, 2016/17 stieß man ins Halbfinale vor. In der Saison 2017/18 gewann Elchingen unter Jerkić den ProB-Meistertitel und blieb in sämtlichen Heimspielen der Meistersaison ungeschlagen, bereits vor dem Erfolg hatte der Verein aber seinen Aufstiegsverzicht erklärt. Er wurde von der 2. Bundesliga als bester Trainer der ProB-Saison 17/18 ausgezeichnet. Im Anschluss an die Saison 17/18 trat Jerkić als Elchinger Trainer zurück, blieb der Mannschaft aber als Sportdirektor erhalten.
Seine Söhne Niko und Roko schlugen ebenfalls Laufbahnen im leistungsbezogenen Basketball ein.